# Dennis Vaske
Dennis James Vaske (* 11. Oktober 1967 in Rockford, Illinois) ist ein ehemaliger US-amerikanischer Eishockeyspieler, der im Verlauf seiner aktiven Karriere zwischen 1986 und 1999 unter anderem 257 Spiele für die New York Islanders und Boston Bruins in der National Hockey League (NHL) auf der Position des Verteidigers bestritten hat. Seinen größten Karriereerfolg feierte Vaske, dessen Laufbahn von zahlreichen schweren Gehirnerschütterungen geprägt war, jedoch in Diensten der Providence Bruins mit dem Gewinn des Calder Cups der American Hockey League (AHL) im Jahr 1999.

## Karriere
Vaske spielte zwischen 1984 und 1986 an der Robbinsdale Armstrong High School in Plymouth im US-Bundesstaat Michigan, wo er aufwuchs und seine Jugend verbrachte. Von der High School abgehend wurde der Verteidiger im NHL Entry Draft 1986 in der zweiten Runde an 38. Stelle von den New York Islanders aus der National Hockey League (NHL) ausgewählt. Der 18-Jährige entschied sich aber zunächst einem Studium nachzugehen und schrieb sich daher zum Schuljahr 1986/87 an der University of Minnesota Duluth ein. Parallel verfolgte er seine Eishockeykarriere in der Universitätsmannschaft, den Minnesota Duluth Bulldogs, weiter. Zwischen 1986 und 1990 spielte er mit dem Team in der Western Collegiate Hockey Association (WCHA), einer Division im Spielbetrieb der National Collegiate Athletic Association (NCAA). Insbesondere in seinen letzten beiden Spielzeiten an der Universität konnte sich Vaske mit 28 und 29 Scorerpunkten nachhaltig für eine Profikarriere empfehlen. In den beiden Jahren zuvor hatte er insgesamt nur neun Torbeteiligungen vorzuweisen.
Zur Saison 1990/91 erhielt der Abwehrspieler nach Abschluss seiner Studienzeit einen Vertrag in der Organisation der New York Islanders. Dort kam er im Saisonverlauf für das Farmteam Capital District Islanders zu Einsätzen. Erst zum Ende der regulären Saison debütierte der Rookie in der NHL für New York. In der folgenden Spielzeit pendelte Vaske dann zwischen den Kadern des Farmteams und des NHL-Klubs, bevor er in der ersten Hälfte des Spieljahres 1992/93 wieder fest bei den Capital District Islanders spielte. Im Januar 1993 gelang es ihm schließlich, einen Stammplatz in der NHL zu erhalten, wodurch er mit der Mannschaft im Verlauf der Stanley-Cup-Playoffs 1993 das Finale der Eastern Conference erreichte. Die Serie ging allerdings mit 1:4 gegen die Canadiens de Montréal verloren. In den folgenden beiden Spielzeiten – darunter auch die durch den Lockout verkürzte NHL-Saison 1994/95 – etablierte sich der US-Amerikaner in der Liga und war fester Bestandteil des Defensivverbunds der Isles.
Vaskes Entwicklung setzte sich ab dem Spieljahr 1995/96 aber nicht positiv fort. In jeder der folgenden drei Spielzeiten ab dem Oktober 1995 zog sich der Defensivspieler Mitte November eine schwerwiegende Gehirnerschütterung zu, sodass er den Rest der Saison ausfiel und nie mehr als 20 Spiele bestritt. Die Islanders verlängerten den Vertrag ihrer einstigen Draftwahl daher nach der Saison 1997/98 nicht, woraufhin Vaske im September 1998 als Free Agent einen Vertrag bei den Boston Bruins unterzeichnete. Für die Bruins kam er im ersten Viertel der Saison 1998/99 zu drei Einsätzen, ansonsten lief er für deren Kooperationspartner Providence Bruins in der AHL auf. Mit den Providence Bruins gewann der Verteidiger am Saisonende den Calder Cup. Infolge seines größten Karriereerfolgs beendete er nach der Saison im Alter von 31 Jahren seine Zeit als Aktiver. 

### International
Für sein Heimatland nahm Vaske mit der US-amerikanischen Nationalmannschaft an der Weltmeisterschaft 1992 in der Tschechoslowakei teil. Dabei blieb er in sechs Turniereinsätzen punktlos und schloss das Turnier mit der Mannschaft auf dem siebten Rang ab.

## Erfolge und Auszeichnungen
- 1999 Calder-Cup-Gewinn mit den Providence Bruins

## Karrierestatistik

### International
Vertrat die USA bei:
- Weltmeisterschaft 1992

(Legende zur Spielerstatistik: Sp oder GP = absolvierte Spiele; T oder G = erzielte Tore; V oder A = erzielte Assists; Pkt oder Pts = erzielte Scorerpunkte; SM oder PIM = erhaltene Strafminuten; +/− = Plus/Minus-Bilanz; PP = erzielte Überzahltore; SH = erzielte Unterzahltore; GW = erzielte Siegtore; 1 Play-downs/Relegation; Kursiv: Statistik nicht vollständig)